# Chevrolet Bolt
Chevrolet Bolt – elektryczny samochód osobowy typu minivan klasy miejskiej produkowany pod amerykańską marką Chevrolet w latach 2016–2023.

## Historia i opis modelu

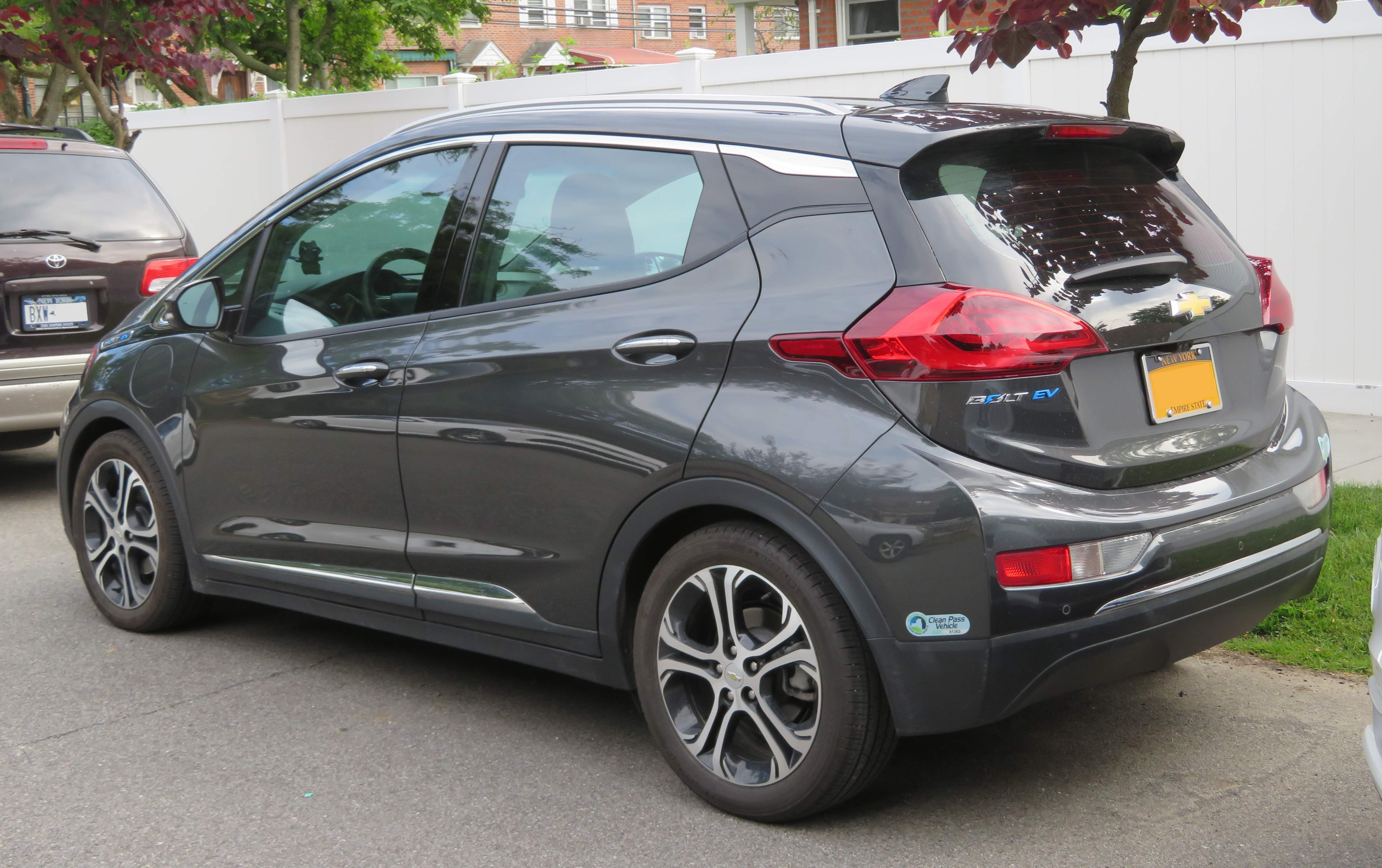
Chevrolet Bolt - tył

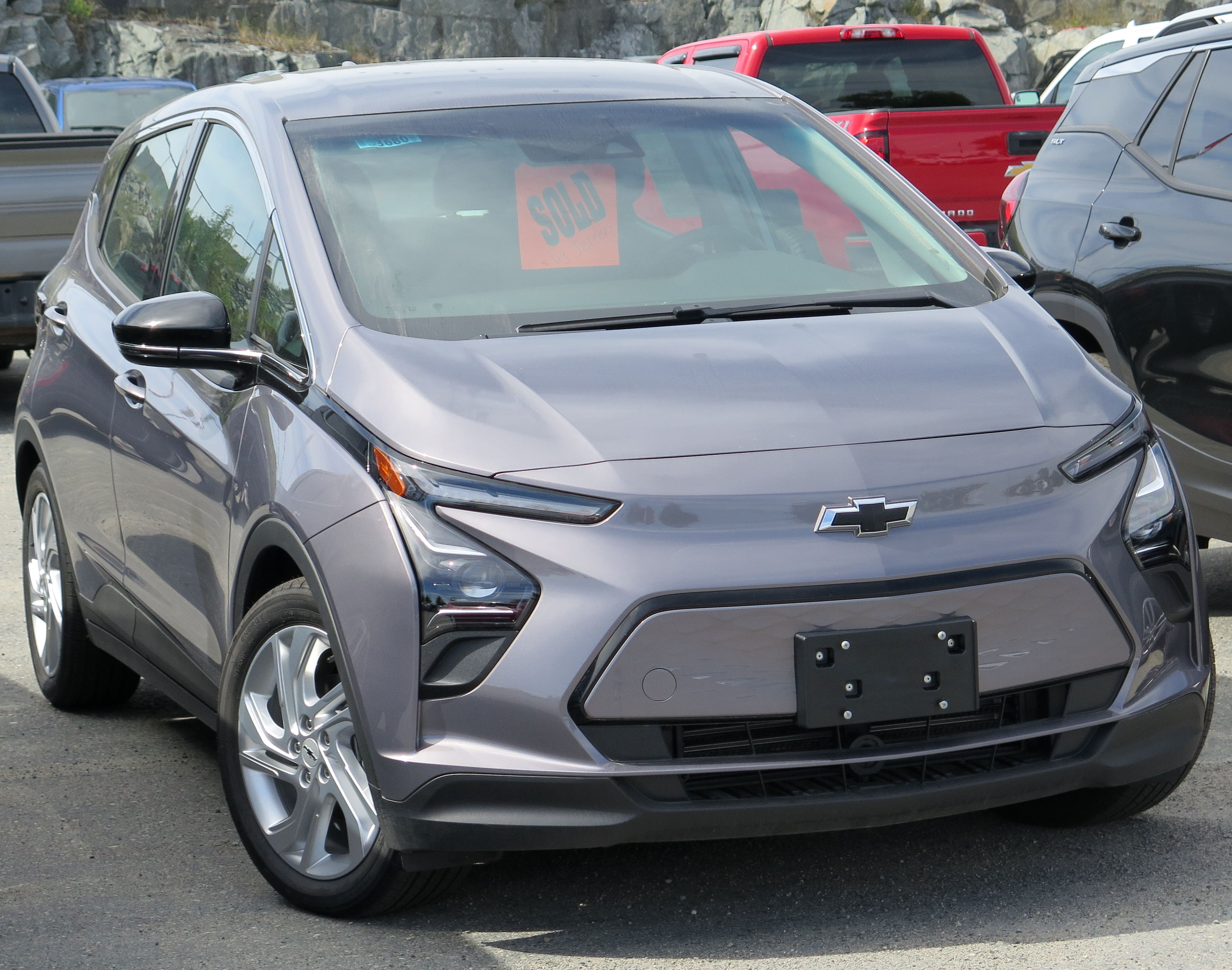
Chevrolet Bolt po liftingu

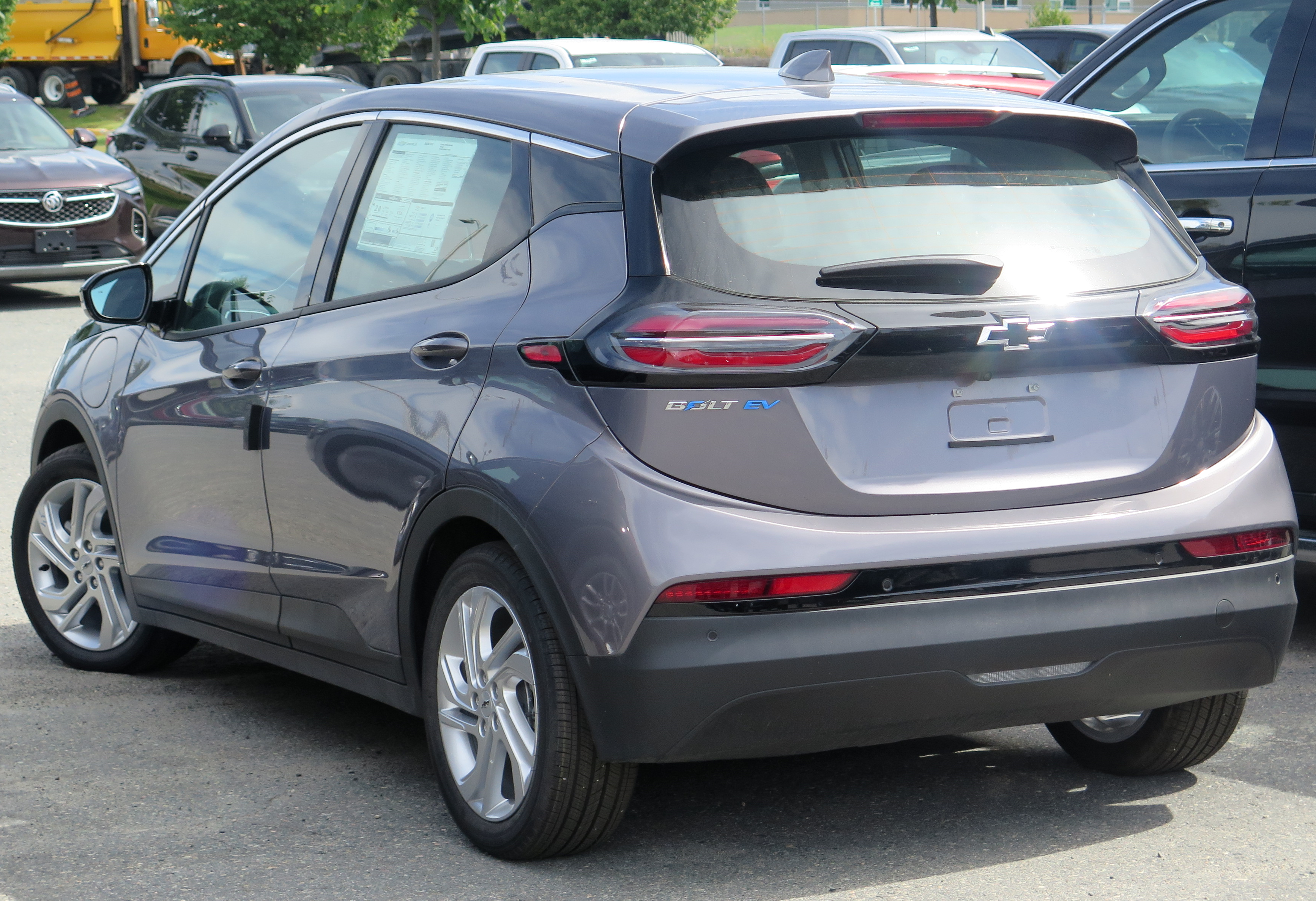
Chevrolet Bolt - tył po liftingu

Prace nad samochodem rozpoczęto w 2012 w 180 osobowym zespole. Wersja koncepcyjna pojazdu pod nazwą Chevrolet Bolt Concept została zaprezentowana na North American International Auto Show w 2015, zwiastując w obszernym zakresie wygląd i koncepcję przyszłego seryjnego samochodu. Do czerwca 2015 wyprodukowano ponad 50 prototypów pojazdu, które były testowane pod kątem dynamiki jazdy, prowadzenia pojazdu, komfortu w kabinie, ciszy, możliwości ładowania i efektywności elektrycznej.
Produkcyjny Chevrolet Bolt po raz pierwszy został zaprezentowany w styczniu 2016 na amerykańskich targach Consumer Electronics Show. Na pokazie dyrektor generalny General Motors powiedział, że szacunkowy zasięg samochodu ma wynosić ok. 320 kilometrów, z kolei cena pojazdu ma oscylować w granicach 30 000 USD. Potwierdzono przy tym, że samochód ma trafić na rynek pod koniec roku.

### Lifting
W lutym 2021 roku Chevrolet Bolt przeszedł gruntowną restylizację, która objęła zarówno wygląd nadwozia, jak i kabiny pasażerskiej. Pod kątem wizualnym samochód zyskał zmodyfikowany pas przedni, z nisko osadzoną, trapezoidalną imitacją wlotu powietrza i umieszczone wyżej, poza jej obrysem logo producenta. 
Dotychczasowe, agresywnie ukształtowane reflektory zastąpiły wąskie pasy diod LED do jazdy dziennej i niżej umieszczone klosze reflektorów, z kolei tylne lampy zostały zintegrowane z dotychczas umieszczonymi na zderzakach kierunkowskazami i lampami cofania, wiążąc się także zmianami w kształcie klapy bagażnika. Oświetlenie tylne również wykonano w technologii LED.
W kabinie pasażerskiej pojawił się nowy projekt deski rozdzielczej, utrzymany w bardziej kanciastym wzornictwie wspóldzielonym z pokrewnym, równolegle debiutującym nowym modelem Bolt EUV. W konsoli centralnej umieszczono większy, 8-calowy wyświetlacz systemu multimedialnego, z kolei cena pojazdu przy takich samych parametrach układu napędowego została obniżona na rodzimym rynku amerykańskim.
Chevrolet Bolt zdobył m.in. nagrodę North American Car of the Year 2017.

### Sprzedaż

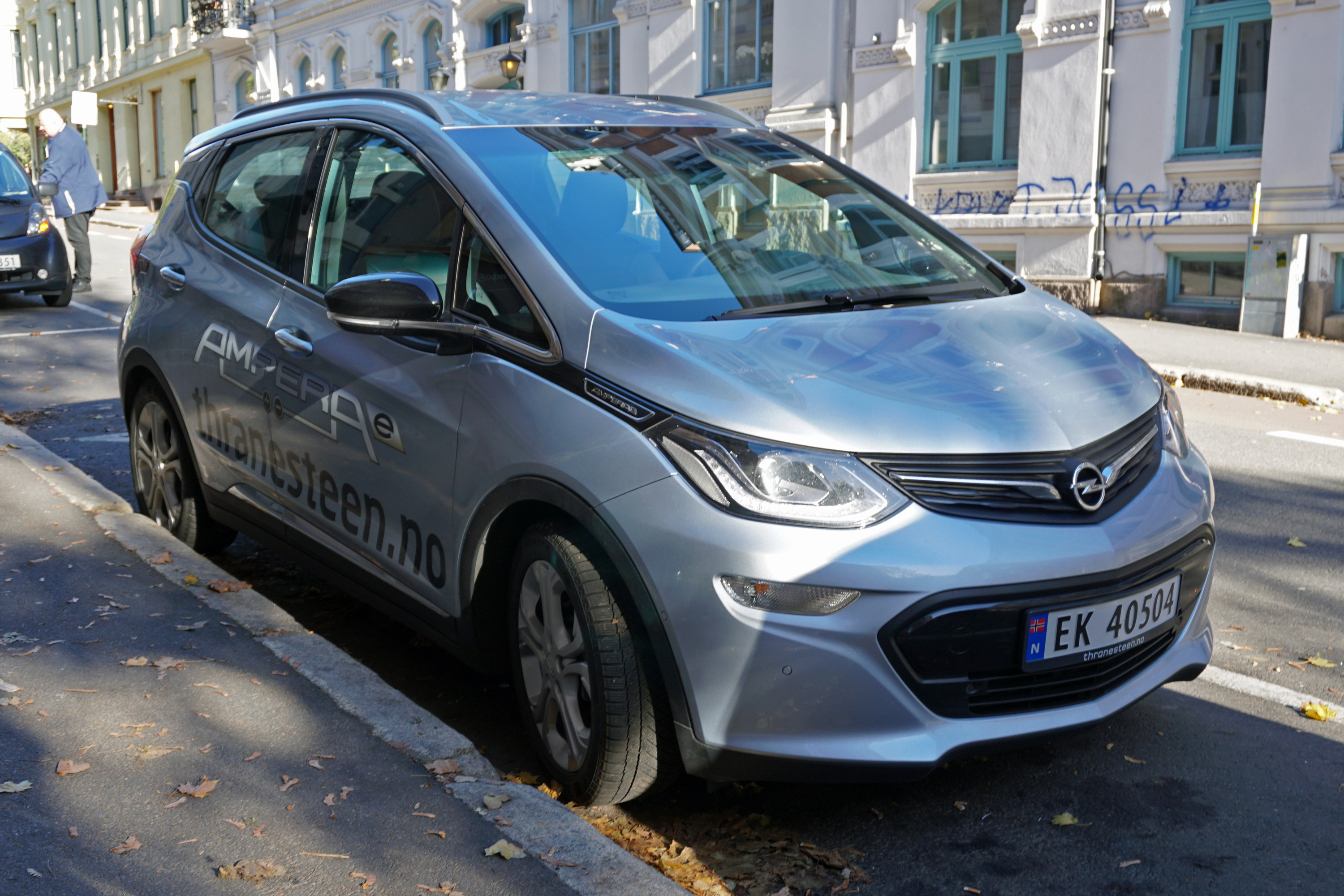
europejski Opel Ampera-e

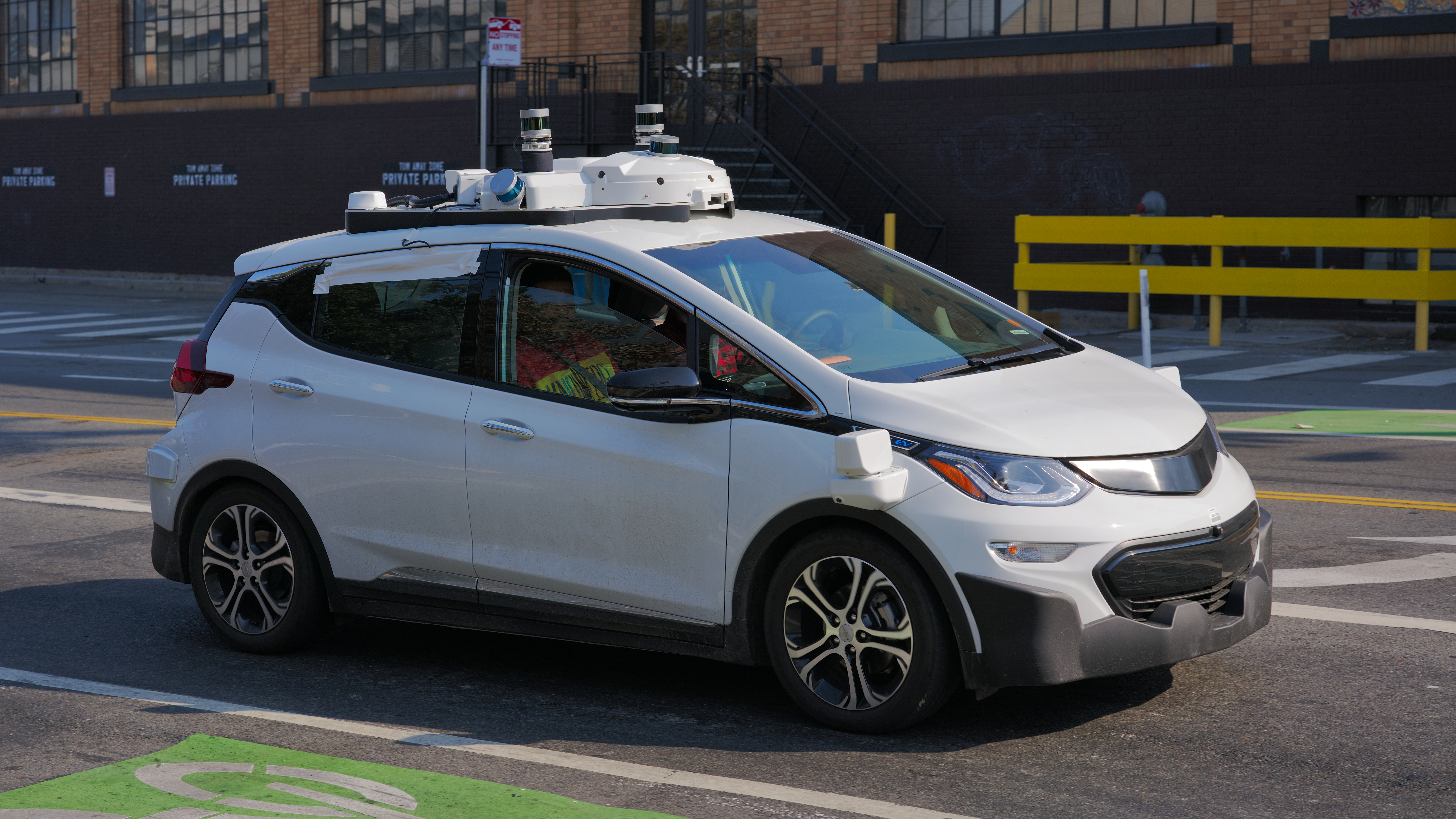
Chevrolet Bolt jako prototyp samochodu autonomicznego

Chevrolet Bolt trafił do sprzedaży we wrześniu 2016 roku z przeznaczeniem na rynek Ameryki Północnej, a także Korei Południowej. W latach 2017–2019 samochód sprzedawano także na wyselekcjowanych rynkach Europy Zachodniej w limitowanych ilościach jako Opel Ampera-e. W kwietniu Chevrolet ogłosił zakończenie produkcji Bolta po 7 latach rynkowej obecności z końcem 2023 roku, przechodząc odtąd na produkcję większych i nowocześniejszych samochodów elektrycznych opartych na platformie Ultium.

### Wersje wyposażenia
- LT
- Premier

Model Bolt EV LT jest wyposażony w kamerę cofania, system dla nastolatków, który pozwala ustawić limity w głośności audio, tworzyć alerty o ograniczeniach prędkości i monitorować odległość jazdy.  Topowy Premier jest wyposażony w system kamer Surround Vision, który zapewnia pełny widok otoczenia samochodu. Inne funkcje bezpieczeństwa samochodu obejmują tylne czujniki parkowania, monitorowanie martwego pola, lusterko z tylną kamerą i tylne ostrzeżenie o ruchu poprzecznym.

### Dane techniczne
Samochód otrzymał elektryczny silnik synchroniczny z ogniwami trwałymi osiągający moc 200 KM, z maksymalnym momentem obrotowym wynoszącym 360 Nm. Silnik współpracuje ze przekładnią o stałym przełożeniu 7,05:1. Pojazd przyśpiesza do 48 km/h w 2,9 sekundy, natomiast do 96,5 km/h w mniej niż 6,5 sekundy. Prędkość maksymalna wynosi około 145 km/h. Akumulatory mają zapewnić zasięg około 383 km.